# Tarczkownik
Tarczkownik (Podops) – rodzaj pluskwiaków z podrzędu różnoskrzydłych i rodziny tarczówkowatych.
Pluskwiaki o ciele ubarwionym szarobrązowo lub żółtobrązowo, przypominającym wyglądem żółwinkowate. Głowę mają wydłużoną i zaopatrzoną w mocno wyłupiaste oczy. Przedplecze ma młotkowate wyrostki na przednio-bocznych krawędziach. Tarczka jest duża, językokształtna, przykrywająca większość półpokryw, ale węższa niż u podobnego rodzaju Phimodera. Odnóża mają krótkie kolce na goleniach, pozwalające na zagrzebywanie się im w wierzchniej warstwie gleby.
Rodzaj palearktyczny. W Europie reprezentowany jest przez 5 gatunków, z których w Polsce stwierdzono tylko tarczkownika młotnika.
Takson ten wprowadził w 1833 roku Francis de Laporte de Castelnau. Obejmuje ponad 12 opisanych gatunków, zgrupowanych w 3 podrodzajach, w tym:
- podrodzaj: Podops (Opocrates) Horváth, 1883
  - Podops annulicornis Jakovlev, 1877
  - Podops curvidens A. Costa, 1843
  - Podops rectidens Horváth, 1883
- podrodzaj: Podops (Petalodera) Horváth, 1883
  - Podops buccatus Horváth, 1883
  - Podops dilatatus Fieber in Puton, 1873
  - Podops tangirus (Fabricius, 1803)
- podrodzaj: Podops (Podops) Laporte, 1833
  - Podops calligerus Horváth, 1887
  - Podops inunctus (Fabricius, 1775) – tarczkownik młotnik
  - Podops retowskii Horváth, 1883